# Yxe herrgård
Yxe herrgård är en herrgård i Lindesbergs socken och kommun, strax norr om Järle.

## Historik
Yxe var ursprungligen en bergsmansby, 1539 fanns här en järnhytta.. Byn omfattade 4 mantal skatte, men 1703 köpte bruksägarna till Järle bruk 1 1/2 mantal i byn och 1760 köptes de övriga gårdarna av Carl Heijke. Kammarherre Christian Heijkensköld lät slå samman gårdarna till en herrgård, och 1786 stod herrgården i Italiensk stil färdig. Christian Heijkensköld lät även anlägga en 4,5 hektar stor park. Yxe såldes på 1820-talet till lagman S E Geijer som 1839 skänkte herrgården till sina barn och barnbarn. Ett av S E Geijers barnbarn, Marie-Louise af Forsell, lät 1843 anlägga en småbarnsskola för godsets underlydande i herrgården. Ett nytt skolhus uppfördes 1865 på godsets ägor. Vid herrgården fanns även ett tegelbruk. I slutet av 1800-talet kom Yxe att köpas av ägarna till Hammarby i Nora socken.
Till Yxe Bruk hörde en omfattande industriell verksamheten med kolhus, smedjor, sågverk, kvarn, masugn mm. som var belägen några kilometer bort vid det nedersta fallet i Järleån. Resterna av dessa byggnader inklusive den väl bevarade Järle kvarn tillsammans med äldre bostadshus, utgör Järle Stad.  
Sedan 1966 drivs Yxe som privat vårdhem.